# Metropolia Dubuque

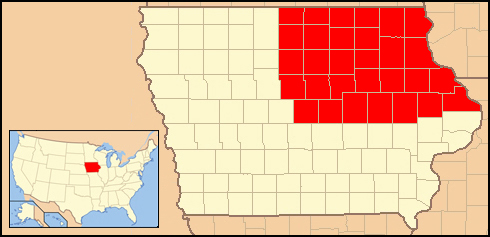

Metropolia Dubuque – metropolia Kościoła rzymskokatolickiego obejmująca w całości stan Iowa w Stanach Zjednoczonych.
Katedrą metropolitarną jest katedra św. Rafała w Dubuque.

## Podział administracyjny
Metropolia jest częścią regionu IX (IA, KS, MO, NE)
- Archidiecezja Dubuque
- Diecezja Davenport
- Diecezja Des Moines
- Diecezja Sioux City

## Metropolici
- John Hennessy (1893 – 1900)
- John Joseph Keane (1900 – 1911)
- James John Keane (1911 – 1929)
- Francis Joseph Beckman (1930 – 1946)
- Henry Patrick Rohlman (1946 – 1954)
- Leo Binz (1954 – 1961)
- James Joseph Byrne (1962 – 1983)
- Daniel Kucera OSB (1983 – 1995)
- Jerome Hanus OSB (1995 – 2013)
- Michael Jackels (2013 – 2023)
- Thomas Zinkula (od 2023)